# Liste der Kulturgüter in Oberwil im Simmental
Die Liste der Kulturgüter in Oberwil im Simmental enthält alle Objekte in der Gemeinde Oberwil im Simmental im Kanton Bern, die gemäss der Haager Konvention zum Schutz von Kulturgut bei bewaffneten Konflikten, dem Bundesgesetz vom 20. Juni 2014 über den Schutz der Kulturgüter bei bewaffneten Konflikten sowie der Verordnung vom 29. Oktober 2014 über den Schutz der Kulturgüter bei bewaffneten Konflikten unter Schutz stehen.
Objekte der Kategorie A und B sind vollständig in der Liste enthalten, Objekte der Kategorie C fehlen zurzeit (Stand: 30. März 2024). Unter übrige Baudenkmäler sind geschützte Objekte zu finden, die im Bauinventar des Kantons Bern als «schützenswert» verzeichnet sind.

## Kulturgüter
| Foto |                                                                            | Objekt                                          | Kat. | Typ | Standort                      | Beschreibung |
| ---- | -------------------------------------------------------------------------- | ----------------------------------------------- | ---- | --- | ----------------------------- | --- |
| ja   | Datei hochladen · Wikidata zu Vennerhaus (Q19362680)                       | Vennerhaus KGS-Nr.: 09236                       | A    | G   | Büel 201 601099 / 167694      | 1757 erbautes, äusserst repräsentatives Bauernhaus in traditionell gemischter Konstruktion. Die ausgezeichnete Zimmermannsarbeit von Hans Messerli umfasst Schnitzfriesen, konturierte Gwättköpfe und mächtige, bauchig geschwungene Blockkonsolen. Der reiche gemalte Barockschmuck zeigt den jüngeren Simmentaler Stil des Malers Christoph Allenbach. Für die Bauzeit ortsuntypisch ist das geknickte Viertelwalmdach.                             |
| ja   | Datei hochladen · Wikidata zu Schnurrenloch (Q29674388)                    | Altsteinzeitliche Wohnhöhle KGS-Nr.: 01147      | B    | F   | Schnurrenloch 601140 / 168670 | Neben dem Ranggiloch bei Boltigen und der Chilchlihöhle bei Erlenbach birgt dieser altsteinzeitliche Abri die ältesten Spuren menschlicher Besiedlung im Kanton Bern. |
| ja   | Datei hochladen · Wikidata zu Reformierte Kirche mit Pfarrhaus (Q29674375) | Reformierte Kirche mit Pfarrhaus KGS-Nr.: 01149 | B    | G   | Dörfli 17, 18 599530 / 167340 | Im Kern aus dem 13. Jahrhundert stammendes Kirchengebäude mit Um- und Ausbauten vom 15. bis zum 18. Jahrhundert. Es präsentiert sich heute als spätgotische Saalkirche mit eingezogenem spätromanischen Rechteck-Chor und nördlich anschliessendem Turm mit Spitzhelm, wobei die einzelnen Gebäudeteile je ein Satteldach besitzen. Nebenan steht das 1748 erbaute Pfarrhaus, ein repräsentativer Putzbau unter geknicktem Vollwalmdach mit Lukarnen. |

## Übrige Baudenkmäler
Hinweis: Anstelle der KGS-Nummer wird als Objekt-Identifikator (ID) die Grundstücksnummer verwendet.
| ID   | Foto |                                                          | Objekt                                     | Typ | Standort                              | Beschreibung |
| ---- | ---- | -------------------------------------------------------- | ------------------------------------------ | --- | ------------------------------------- | ------------ |
| 27   | BW   | Datei hochladen                                          | Sägerei (um 1700)                          | G   | Rossberg 554 600514 / 165121          |              |
| 69   | BW   | Datei hochladen                                          | Bauernhaus (1832)                          | G   | Zelg 261 598817 / 166787              |              |
| 72   | BW   | Datei hochladen                                          | Bauernhaus (17. Jh.)                       | G   | Büel 204, 204a 601067 / 167708        |              |
| 125  | BW   | Datei hochladen                                          | Bauernhaus (1803)                          | G   | Oberried 381 599859 / 165808          |              |
| 131  | BW   | Datei hochladen                                          | Bauernhaus (1732)                          | G   | Breiti 358 598773 / 165462            |              |
| 165  | BW   | Datei hochladen                                          | Bauernhaus (1754)                          | G   | Schwendi 140 600170 / 167402          |              |
| 186  | BW   | Datei hochladen                                          | Bauernhaus (1635)                          | G   | Pfaffenried 330 598489 / 165987       |              |
| 189  | BW   | Datei hochladen                                          | Bauernhaus (1806)                          | G   | Zelg 258 598912 / 166914              |              |
| 198  | BW   | Datei hochladen                                          | Bauernhaus (2. Hälfte 17. Jh.)             | G   | Bunschen 180 601668 / 167794          |              |
| 219  | BW   | Datei hochladen                                          | Ehemaliges Bauernhaus (1. Viertel 19. Jh.) | G   | Aebnit 433 600856 / 166996            |              |
| 227  | BW   | Datei hochladen                                          | Bauernhaus (1688)                          | G   | Kumm 312 598454 / 166570              |              |
| 236  | BW   | Datei hochladen                                          | Bauernhaus (um 1600)                       | G   | Ried 302, 302a 598201 / 166472        |              |
| 239  | BW   | Datei hochladen                                          | Bauernhaus (1664)                          | G   | Bunschen 187 601502 / 167785          |              |
| 245  | BW   | Datei hochladen                                          | Ehemaliges Bauernhaus (1566)               | G   | Wyssebach 214 600586 / 167740         |              |
| 248  | BW   | Datei hochladen                                          | Bauernhaus (1672)                          | G   | Brunnacher 272 598533 / 166875        |              |
| 259  | BW   | Datei hochladen                                          | Bauernhaus (1792)                          | G   | Pfaffenried 338, 338a 598568 / 166034 |              |
| 279  | BW   | Datei hochladen                                          | Bauernhaus (1. Hälfte 18. Jh.)             | G   | Büel 205 600941 / 167664              |              |
| 292  | BW   | Datei hochladen                                          | Bauernhaus (2. Hälfte 18. Jh.)             | G   | Boden 196, 196a 601448 / 167909       |              |
| 363  | BW   | Datei hochladen                                          | Bauernhaus (1736)                          | G   | Pfaffenried 342 598372 / 165433       |              |
| 369  | BW   | Datei hochladen                                          | Ehemaliges Bauernhaus (16. Jh.)            | G   | Waldried 88 598113 / 167020           |              |
| 369  | BW   | Datei hochladen                                          | Speicher (1693)                            | G   | Waldried 86a 598124 / 167030          |              |
| 374  | BW   | Datei hochladen                                          | Bauernhaus (1787)                          | G   | Aebnit 432 600683 / 166928            |              |
| 389  | BW   | Datei hochladen                                          | Bauernhaus (um 1800)                       | G   | Lehn 398 599840 / 166089              |              |
| 395  | BW   | Datei hochladen                                          | Bauernhaus (1755)                          | G   | Wetzstein 364 598983 / 165436         |              |
| 417  | BW   | Datei hochladen                                          | Bauernhaus (um 1650)                       | G   | Hüpbach 29 599899 / 167335            |              |
| 446  | BW   | Datei hochladen                                          | Bauernhaus (um 1800)                       | G   | Bannwald 62 598850 / 167194           |              |
| 450  | BW   | Datei hochladen                                          | Bauernhaus (1554)                          | G   | Waldried 90, 90a 598063 / 167009      |              |
| 454  | BW   | Datei hochladen                                          | Bauernhaus (16. Jh.)                       | G   | Waldried 84 598208 / 167039           |              |
| 457  | BW   | Datei hochladen                                          | Speicher (1589)                            | G   | Zwygarten 135 598086 / 166810         |              |
| 468  | BW   | Datei hochladen                                          | Bauernhaus (um 1810)                       | G   | Auf der Egg 4 599260 / 167382         |              |
| 526  | BW   | Datei hochladen                                          | Gasthof Hirschen (Ende 18. Jh.)            | G   | Dörfli 265 599451 / 167275            |              |
| 578  | BW   | Datei hochladen                                          | Bauernhaus (1637)                          | G   | Wüstenbach 316, 316a 598556 / 166540  |              |
| 610  | BW   | Datei hochladen                                          | Ehemalige Mühle (17. Jh.)                  | G   | Mühle 270 598523 / 166632             |              |
| 636  | BW   | Datei hochladen                                          | Bauernhaus (1617)                          | G   | Mühlebüel 35 599609 / 167011          |              |
| 682  | BW   | Datei hochladen                                          | Bauernhaus (1621)                          | G   | Eggmattli 299 598286 / 166508         |              |
| 691  | BW   | Datei hochladen                                          | Bauernhaus (1732)                          | G   | Hubel 358a 598773 / 165462            |              |
| 702  | BW   | Datei hochladen                                          | Bauernhaus (1823)                          | G   | Zelg 256 598945 / 166946              |              |
| 747  | BW   | Datei hochladen                                          | Wohn- und Geschäftshaus (1889)             | G   | Dörfli 266 599438 / 167303            |              |
| 783  | BW   | Datei hochladen                                          | Ehemaliges Bauernhaus (1667)               | G   | Bunschen 184 601578 / 167782          |              |
| 901  | BW   | Datei hochladen                                          | Ofenhaus (1784)                            | G   | Dörfli 17c 599558 / 167348            |              |
| 935  | BW   | Datei hochladen                                          | Scheune (1881)                             | G   | Pfaffenried 339, 339a 598598 / 166054 |              |
| 941  | ja   | Datei hochladen · Wikidata zu Brücke (1829) (Q125220144) | Brücke (1829)                              | G   | Pfaffenried 329 598444 / 166089       |              |
| 952  | BW   | Datei hochladen                                          | Ehemaliges Bauernhaus (1667)               | G   | Riedmaad 216 600561 / 167839          |              |
| 1059 | BW   | Datei hochladen                                          | Bauernhaus (1731)                          | G   | Waldried 137 598150 / 167010          |              |
| 1161 | BW   | Datei hochladen                                          | Bauernhaus (um 1600)                       | G   | Pfaffenried 340a 598635 / 166062      |              |
| 1237 | BW   | Datei hochladen                                          | Bauernhaus (1660)                          | G   | Fispelen 239 602158 / 167693          |              |